# Inez-Martha Johansson
Inez-Martha Johansson, folkbokförd som Marta Inez Johansson, född Sundberg den 2 maj 1921 i Edefors församling, död 30 augusti 1997 i Överluleå församling, var en svensk målare och tecknare.
Johansson studerade på konstlinjen vid Sunderby folkhögskola 1965–1970 och vid Adria Art School i Italien 1972 samt under sommarstudier vid Nord Koster 1975–1976. Separat ställde hon ut i Paris och Biarritz och hon medverkade i ett flertal svenska och utländska samlingsutställningar. Hennes konst består av landskap i akvareller eller teckningar. Johansson är representerad vid Norrbottens läns landsting, Statens konstråd, HSB och SE-Banken i Boden samt i några kommunala samlingar.